# Ana Fernández García
Ana Carlota Fernández García ( Madrid, 10 de noviembre de 1989), más conocida como Ana Fernández, es una actriz y cantante española conocida por sus papeles en las series de televisión Los protegidos (2010-2012; 2021) 

## Biografía
Ana Carlota Fernández García nació en Madrid el 10 de noviembre de 1989. Tiene dos hermanos menores, Carlos y María, la cual hizo de la hermana pequeña de Sandra, Marta, en la serie Los protegidos. Empezó a estudiar arte dramático a los 14 años, y su primera aparición fue a los 4 años en la miniserie El joven Picasso, dirigida por Juan Antonio Bardem. Empezó a estudiar Publicidad y Relaciones Públicas, aunque no llegó a concluir la carrera.

## Trayectoria actoral
Tuvo su primer papel destacado en televisión interpretando a Sofía en Cuestión de sexo entre 2007 y 2009 en Cuatro, que consiguió gran audiencia y disparó la carrera de la actriz. Más adelante, interpretó a Sandra en Los protegidos de Antena 3, donde trabajó desde 2010 hasta 2012, donde alcanzó gran popularidad. En 2011, realizó un cameo en Los Quién dando vida a Mónica, la hermana de Tino. En verano de 2011, iba a grabar su primera película, Promoción fantasma, pero tuvo que rechazarla debido a la grabación de la serie Los protegidos. El 3 de marzo de 2013, empezó a ensayar su primera obra de teatro ¿Por qué yo? de la autora y directora Belén Verdugo, que se estrenó en septiembre de 2013 en Madrid.
En 2014 participó en la película Historias de Lavapiés de Ramón Luque. Un año más tarde, rodó, junto a Alejo Sauras y Rodrigo Guirao, su segundo proyecto cinematográfico titulado Solo química, dirigido por Alfonso Albacete. En febrero de 2016, se incorporó como un personaje regular a la serie Amar es para siempre de las sobremesas de Antena 3 en el que interpretó el personaje de Carlota Hidalgo. En agosto de ese mismo año se confirmó que sería una de las actrices principales de la nueva serie de Netflix con Bambú Producciones llamada Las chicas del cable junto con Ana Polvorosa y Blanca Suárez.
En 2020 protagonizó la cinta de terror del director Ángel Gómez Hernández Voces, junto a Rodolfo Sancho y Ramón Barea. Un año más tarde, participó en la película Chavalas y volvió a ser protagonista en la nueva temporada de la serie Los protegidos, emitida en Atresplayer Premium.

## Carrera musical
En 2018 colaboró con su pareja sentimental, el cantante Adrián Roma (del grupo Marlon), en el sencillo «Marzo en febrero». En agosto de 2019, lanza el sencillo «No quiero estar contigo», su debut como solista.

## Vida privada
Entre los años 2010 y 2011, mantuvo una relación con su compañero en Los protegidos, Luis Fernández. Desde principios de 2012 y hasta 2015 mantuvo una relación con Santiago Trancho, cámara del programa Frank de la jungla, fallecido el sábado 7 de marzo de 2015 a causa de un accidente de moto en las proximidades de Galapagar, Madrid. Desde noviembre de 2015, la actriz mantiene una relación sentimental con el cantante de rock Adrián Roma.

## Filmografía

### Televisión
| Año         | Título                     | Cadena              | Personaje                                    | Notas         |
| ----------- | -------------------------- | ------------------- | -------------------------------------------- | ------------- |
| 2007 - 2009 | Cuestión de sexo           | Cuatro              | Sofía                                        | 37 episodios  |
| 2010        | Impares Premium            | Antena 3            | Carlota                                      | 1 episodio    |
| 2010        | Física o química           | Antena 3            | Sandra                                       | 1 episodio    |
| 2010 - 2012 | Los protegidos             | Antena 3            | Sandra Olaiz Benedetti / Sandra Castillo Rey | 41 episodios  |
| 2011        | Los Quién                  | Antena 3            | Mónica                                       | 1 episodio    |
| 2012        | IP, La Serie               | Youtube             | Patricia Vega                                | 1 episodio    |
| 2016        | Amar es para siempre       | Antena 3            | Carlota Hidalgo                              | 117 episodios |
| 2017 - 2020 | Las chicas del cable       | Netflix             | Carlota Rodríguez de Senillosa               | 42 episodios  |
| 2021 - 2023 | Los protegidos: El regreso | Atresplayer Premium | Sandra Olaiz Benedetti / Sandra Castillo Rey | 9 episodios   |
| 2022        | Historias de Protegidos    | Atresplayer Premium | Sandra Olaiz Benedetti / Sandra Castillo Rey | 1 episodio    |
| 2024        | Desde el mañana            | Disney+             | Amaia Ginés                                  | 6 episodios   |

### Cine
| Año  | Título                | Personaje     | Director              | Género          | Duración |
| ---- | --------------------- | ------------- | --------------------- | --------------- | -------- |
| 2014 | Historias de Lavapiés | Mónica        | Ramón Luque           | Drama           | 1h 32 m  |
| 2015 | Solo química          | Olivia Romero | Alfonso Albacete      | Romance/Comedia | 1h 51 m  |
| 2020 | Voces                 | Ruth          | Ángel Gómez Hernández | Terror/Intriga  | 1h37 m   |
| 2021 | Chavalas              | Lili          | Carol Rodríguez Colás | Comedia/Drama   | 1h 31 m  |
| 2022 | Negros                | Narradora     | Antonio Palacios      | Documental      | 1h 18 m  |

### Teatro
- ¿Por qué yo? 2013: María
- Arte Nuevo (Un homenaje), de José Luis Garci (2016): Lucía y Frau[13]

## Premios

### Neox Fan Awards
| Año  | Categoría                                  | Película                                   | Resultado |
| ---- | ------------------------------------------ | ------------------------------------------ | --------- |
| 2012 | Mejor actriz de serie de televisión        | Los protegidos                             | Nominada  |
| 2012 | El mejor beso del año (con Luis Fernández) | El mejor beso del año (con Luis Fernández) | Ganadora  |
| 2015 | La prota de peli                           | Solo química                               | Nominada  |